# Warmisried

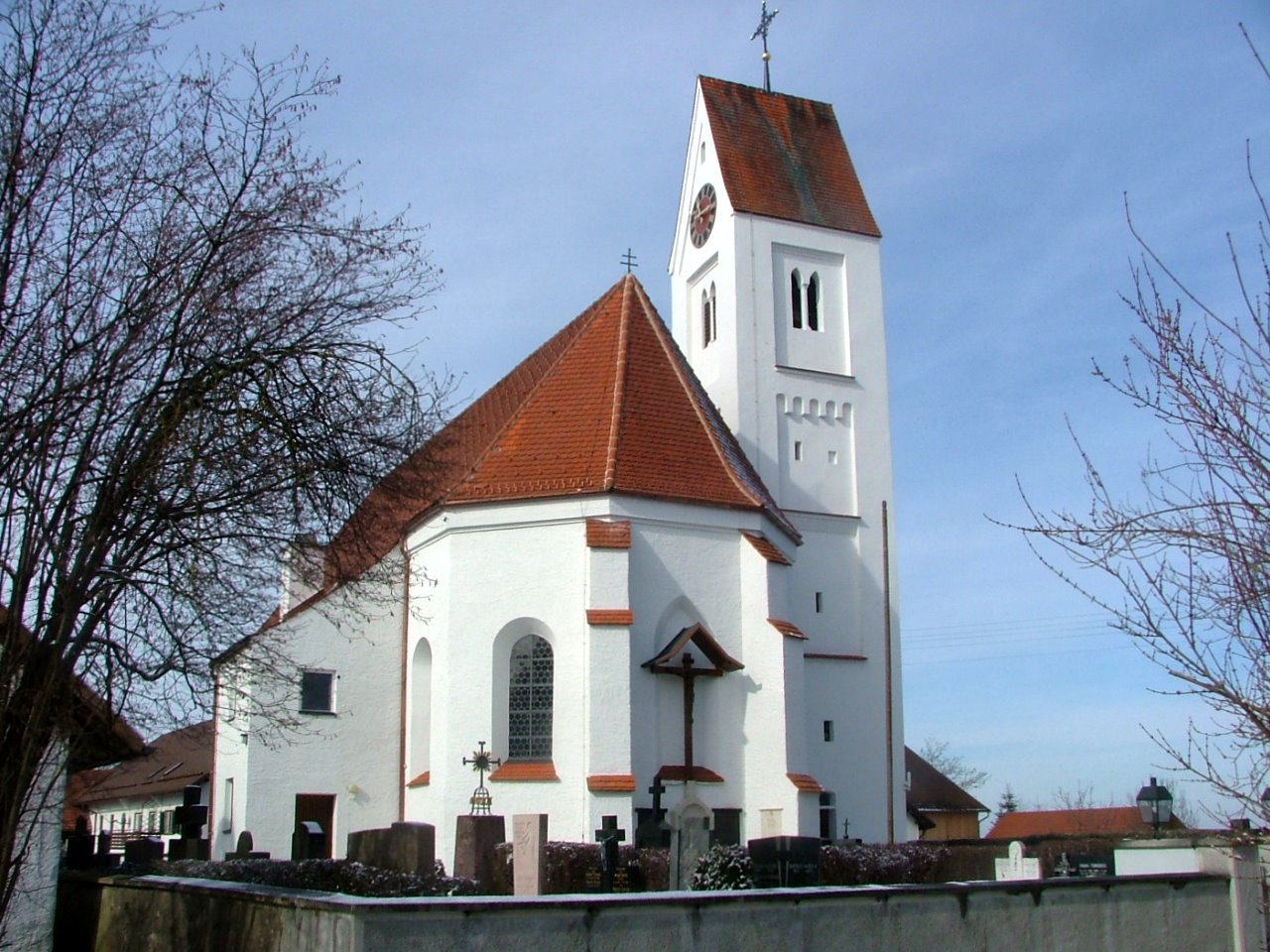
Kath. Pfarrkirche St. Ulrich

Warmisried ist ein Ortsteil der Gemeinde Unteregg im Landkreis Unterallgäu.

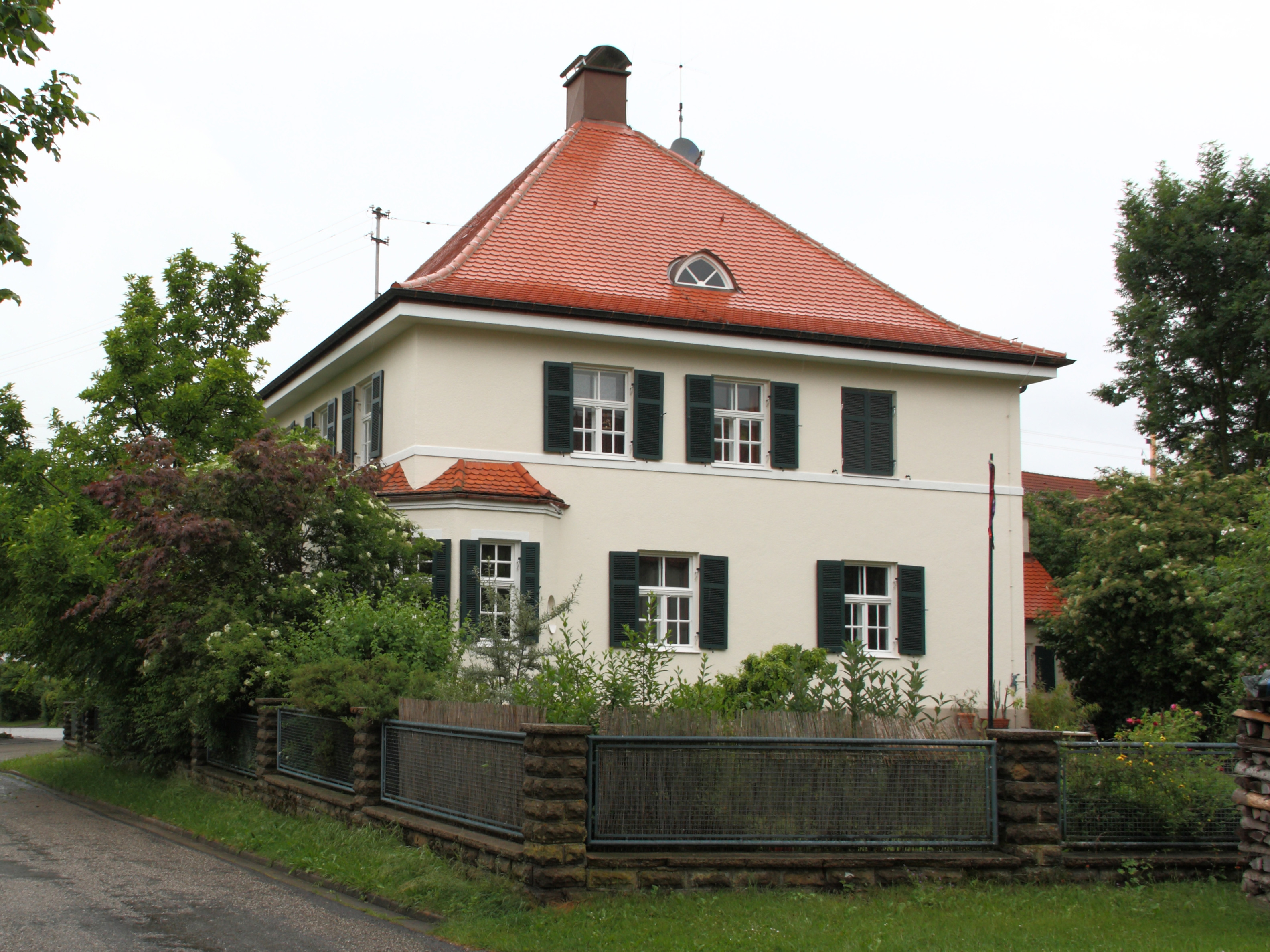
Ehemaliger Pfarrhof

## Lage
Das Pfarrdorf liegt im oberen Tal der Mindel, nur wenige Kilometer von der Mindelquelle entfernt.

## Besiedlung
Archäologische Funde belegen, dass bereits vor etwa 4000 Jahren Kelten hier gesiedelt haben. Aber auch die Römer haben sich hier schon niedergelassen.

## Geschichte
1105 wird Warmundisriet erstmals erwähnt. Fünf Jahre später (1110) wird vertraglich festgelegt, dass Warmisried an das neu gegründete Kloster Ochsenhausen, einer Filiale des Benediktinerstiftes St. Blasien im Schwarzwald übergeht. Papst Hadrian IV. und 16 Jahre später Papst Kalixt III. bestätigen in ihren päpstlichen Schutzbriefen diesen vorgenannten Besitz Warmundisrit. Das Patronats – wie auch das Präsentationsrecht an der Pfarrkirche St. Joanis liegt beim Kloster. 1483 verpfändet Ulrich von Frundsberg das Dorf Warineß Ried mit mittlerweile 28 Höfen an Konrad Gäb, Vikar des Stiftes in Konstanz. Erst im Jahr 1541 gehen die verbliebenen Rechte an der Pfarrkirche Warmisried an die Inhaberin der Herrschaft Mindelheim. Seit 1616 ist Warmisried bayrisch.
Am 21. Juni 1850 lösen die Warmisrieder Bauern definitiv den seit Urzeiten auf ihren Feldern lastenden Pfarrzehnten mit einem Geldabgleich ab. Nun sind sie endgültig freie Bauern, woraus sich in der Folgezeit ein kleiner Wohlstand entwickelt. Begünstigt ist dieser Wohlstand, auch durch den Bau der Ziegeleien bei der Mühle, in Binkenhofen, in der Grub und Oberegg. Diese neugeschaffenen Arbeitsplätze, liegen erstmals außerhalb des Ortsbereiches.
Nach Ende des Deutsch-Französischen Kriegs 1870/71, an welchem 10 Warmisrieder Männer teilgenommen hatten, pflanzen die neun Heimkehrer am 14. Mai 1871 eine Friedenslinde in Bezug auf das Friedensfest mit Musik und Fahnenschmuck. Diese Linde ist heute ein stattlicher Baum inmitten des Dorfes.
Am 28. Mai 1875 wird die Freiwillige Feuerwehr aus 38 Mitgliedern in Warmisried gegründet. Bereits ein Jahr später wird die erste Feuerlöschpumpe für 1180 Reichsmark von der Glockengießerei Herrmann in Memmingen gekauft.
1889 wird eine Kirchenorgel für 2500 Mark gekauft. Diese Kosten übernimmt die Gemeinde. Im Jahr 1898 kommt der Gemeinschaftsgedanke mit dem Bau der ersten Wasserversorgung von neun Ökonomen erstmals zum Tragen. 63 Milchlieferanten erstellen 1899 eine eigene Käserei. Am 3. Februar 1902 wird eine öffentliche Telefonstelle auf Hausnummer 25 in Betrieb genommen. Ein Jahr später, am 11. März 1903, wird der Genossenschaftsgedanke Raiffeisens mit 56 Mitgliedern durch die Gründung der örtlichen Darlehenskasse weitergeführt. Ein weiterer Verein gründet sich 1906 mit dem Obstbau- und Bienenzuchtverein mit 39 Mitgliedern. Der Bau der zentralen Wasserversorgung im Jahre 1910 ist das letzte Projekt des Bürgermeisters Johann Martin Schaule.
Fünf Hausbesitzer sind Mitte 1925 „ans Radio angeschlossen“. Ermöglicht wird dies durch den Aufbau des Stromnetzes im Jahre 1919.
Die Räume des Gemeindehauses werden 1937 zu einem Kindergarten ausgebaut.
Am 14. Mai 1942 kommen, wie im Ersten Weltkrieg, die drei großen Kirchenglocken zum Einschmelzen.
In den 1970er Jahren muss die zweiklassige Volksschule aufgegeben werden. Mit dem Zusammenschluss der drei Ortsteile Warmisried, Unteregg und Oberegg zu einer Einheitsgemeinde, die am 1. Mai 1978 wirksam wird, endet die Selbstständigkeit der Gemeinde Warmisried. In einer vorausgegangenen Bürgerabstimmung votierten die Bürger allerdings, mit einer 2/3 Mehrheit, für eine Eingemeindung nach Dirlewang. In den folgenden Jahren geht ein Kommunikationstreffpunkt nach dem anderen verloren. Molkerei, Schmiede, Bäckerei, zwei Kramerläden, Poststelle, wie auch die untere Wirtschaft mit dem einzigen größeren Versammlungssaal schließen. Um dieser Entwicklung entgegenzusteuern, mobilisieren die Dörfler all ihre Kraft und erbauten in unentgeltlichem Arbeitseinsatz im Jahre 1983 ihr Gemeindehaus.
Ein schmerzlicher Verlust für das Dorf ereignet sich am 2. Juni 1994. Ein Unwetter zerreißt die große Dorflinde. Gepflanzt wurde dieser Baum im Jahre 1720 an der Schmiede.
Neues Leben kommt 1998 ins alte Schulhaus. Mit viel Eigenleistung engagierter Eltern werden die früheren Klassenzimmer zum örtlichen Kindergarten umgestaltet. Auf Grund des drastischen Rückgangs des Düngemittelverkaufs wird das örtliche Raiffeisenlagerhaus geschlossen. Die neue Kläranlage für alle drei Ortsteile geht im Jahre 2002 in Betrieb. Sie ersetzt die alten Erdklärbecken, die fast 40 Jahre die Warmisrieder Abwässer klärten. Eine Veränderung des Landschaftsbildes ergibt der Bau des Windkraftwerkes mit 68 m Nabenhöhe an der Straße nach Eggenthal, fast an gleicher Stelle, an der das im Jahre 1496 letztmals erwähnte Gut Sunderholz stand. Der Bau eines weiteren folgt im Jahr 2008. Eine weitere Neuerung zur sauberen Stromgewinnung entsteht mit dem Solarpark auf dem Gelände des ehemaligen Sägewerks.
Aus dem früheren Dorf mit über 60 Landwirten und einer Vielzahl von Nebenberufen, ist nun ein Ort der Pendler geworden. Nachdem 2005 das Letzte der beiden Baugeschäfte seinen Betrieb geschlossen hat, verbleiben nunmehr wenige Gewerbesteuerzahler, eine Schreinerei und eine Spenglerei, ein Wirt, sowie ein paar Einmannbetriebe übrig.

## Einzelnachweise

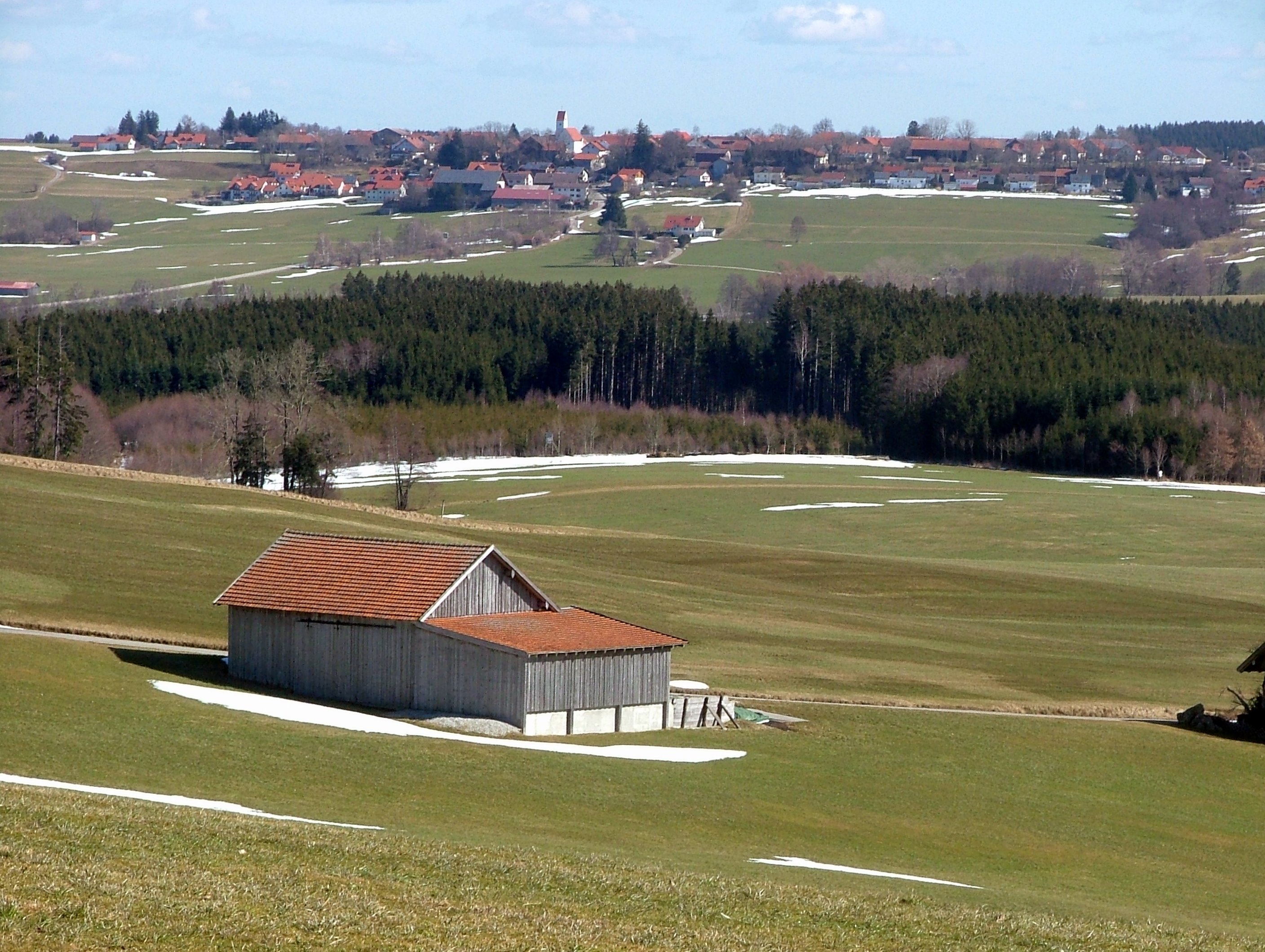
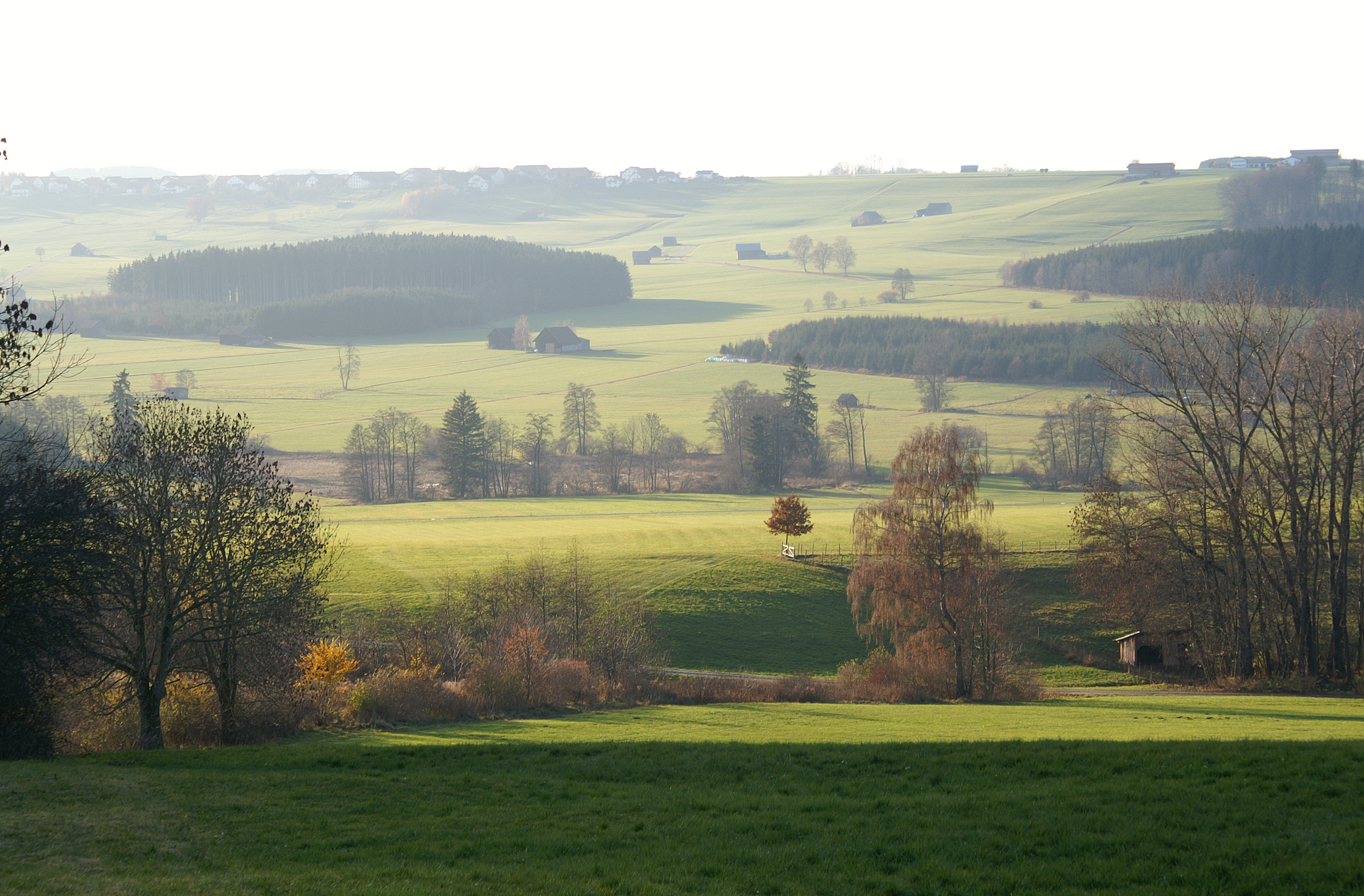
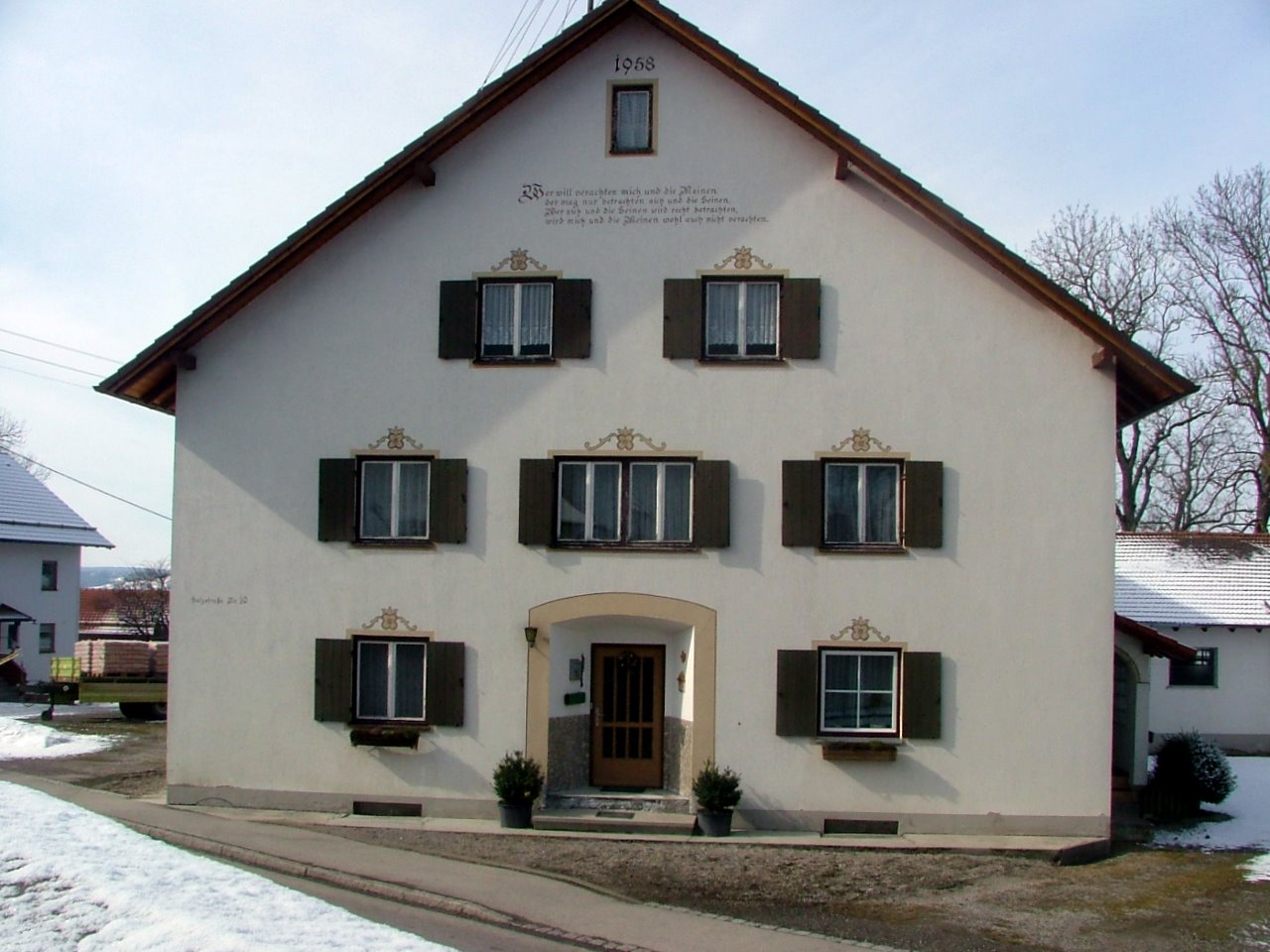
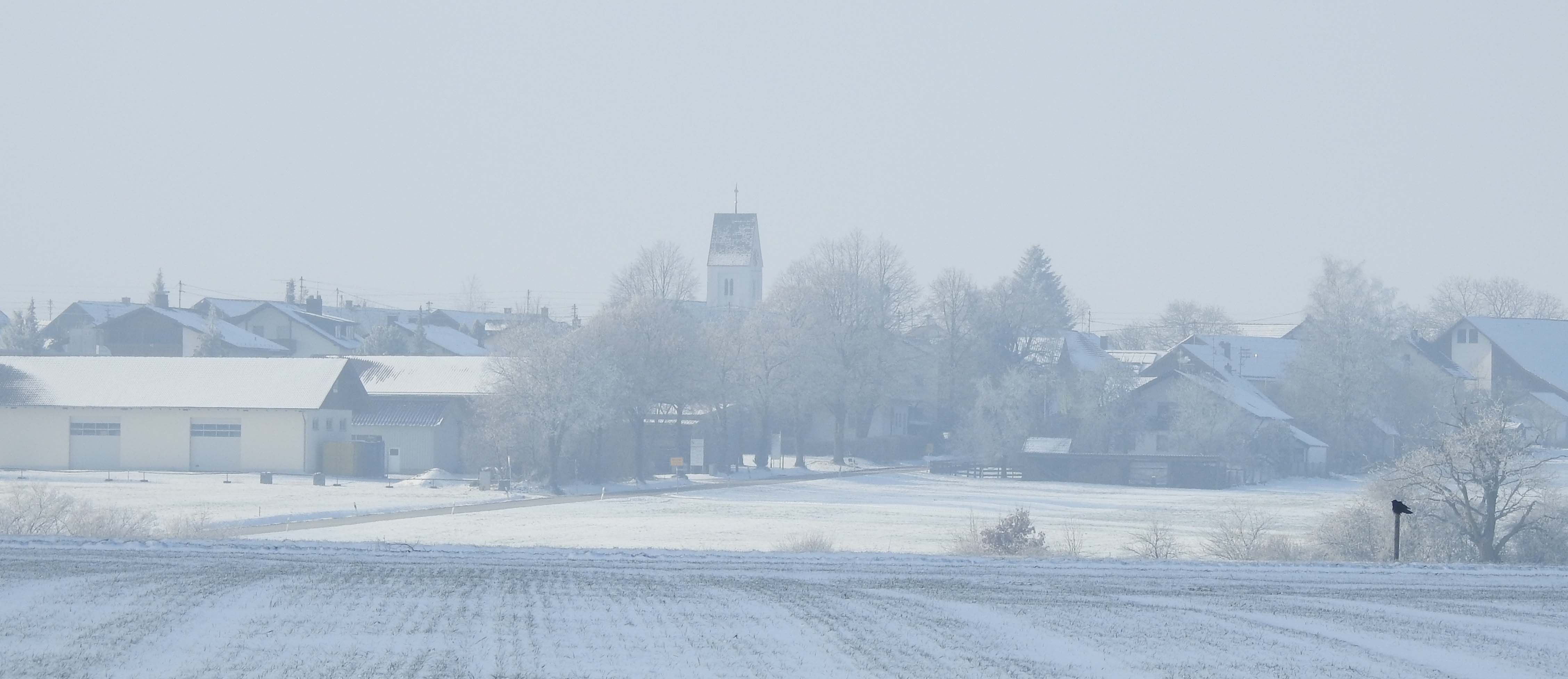